# Uniwersytet Lublański
Uniwersytet Lublański (słoweń. Univerza v Ljubljani, łac. Universitas Labacensis) – uniwersytet państwowy w Lublanie założony w 1919.

## Historia
Jest największym i najstarszym uniwersytetem w Słowenii. Kształci się na nim 64 tysiące studentów.
W latach 1919–1929 nosił nazwę Univerza Kraljevine Srbov, Hrvatov in Slovencev v Ljubljani/Univeritas Labacensis, a w latach 1929–1941 Univerza Kralja Aleksandra I. v Ljubljani (w skrócie Universitas Alexandrina).
Na uczelni tej wykładał Wojciech Rubinowicz, polski fizyk teoretyk, profesor.
15 lipca 1920 Ana Kansky obroniła pracę doktorską O učinkovanju formalina na škrob (O wpływie formaliny na skrobię) i została pierwszą osobą której nadano stopień doktora na tym uniwersytecie. Promotorem pracy był profesor Maks Samec.
W 2019 otrzymał Order za Wybitne Zasługi.